# Dominic Gadia
Dominic Tacadina Gadia (ur. 18 stycznia 1986 w Hagåtña Heights) – guamski piłkarz, grający na pozycji obrońcy, 25-krotny reprezentant Guamu, grający w reprezentacji od 2003 roku.

## Kariera klubowa
Gadia zadebiutował w sezonie 2003-2004 w guamskim klubie Quality Distributor; reprezentował jego barwy do sezonu 2009-2010. W tym czasie jego drużyna zdobyła m.in. cztery tytuły mistrza Guamu. Od sezonu 2010-2011 reprezentuje klub Cars Plus FC. W sezonie 2010-2011, jego zespół zdobył tytuł mistrzowski.

## Kariera reprezentacyjna
Dominic Gadia zadebiutował w reprezentacji w 2003 roku. Do tej pory nie strzelił żadnego gola. Pełni funkcje kapitana drużyny.

## Kariera trenerska
Jeszcze będąc piłkarzem rozpoczął pracę szkoleniową. Jako asystent pracuje w sztabie trenerskim reprezentacji Guamu.